# 全農号
全農号（ぜんのうごう）は、八戸貨物駅 - 百済貨物ターミナル駅間で運行される、米専用のコンテナ貨物列車の愛称である。
車両を丸ごと貸し切って玄米を積載する（専用貨物列車）ことにより、1回の運行で10トントラック50台分の量を輸送できる。2023年度は月2回の運行を予定しており、2024年度は月最大4回の運行を予定している。月4回運行の場合、年間JA全農が販売先まで運ぶ玄米の2%にあたる2万4000トンが鉄道輸送に転換できる。

## 導入の経緯
全国農業協同組合連合会（JA全農）、全農物流、日本貨物鉄道（JR貨物）が共同で運行する米専用貨物列車で、2023年11月5日に運行を開始した。2024年問題に向けた米の安定供給のために、米の産地である東北・新潟・北陸地方から米の一大消費地である東海・西日本方面への輸送ルートの確保を目的として設定された。2024年問題やドライバー不足などにより、農産品輸送の今後の輸送力確保に強い危機感を持つJA全農・全農物流に対し、JR貨物が米の産地である北東北や日本海側各地区を縦断する専用列車の運転を提案したことで実現した。なお、米専用の貨物列車が定期的に運行されるのは過去に例はなく、全国初である。
定期運行開始前の2023年2月、3月、7月に計3回の試験運行を実施し、取引先からの発注の確保や、輸送中の米穀の品質確認などを行った。また7月の試験運行では玄米・精米・大豆の3種類を輸送し、いずれも夏場の高温下においても、常温における長期輸送での品質への影響はないことが確認された。初運行の列車では12ftコンテナ100基分の約500トンの玄米を輸送した。今後は精米や大豆といった他の農産物も輸送する予定である。
取り扱う生産地の中には、宮城県、岩手県など通常のトラック輸送に比べリードタイムが長い地域も存在するが、試験運行の段階で関係先に理解を得た上で輸送が実現した。

## 運行概況
所定では日曜日運休である第4077〜4076列車を復活させ、運行する形となる。日曜日の夜に、宮城県・岩手県から運ばれてきた玄米が積まれたコンテナ20基を積載して八戸貨物駅を出発し、東青森駅、秋田貨物駅、新潟貨物ターミナル駅、金沢貨物ターミナル駅の各駅で、周辺産地で生産された米を玄米の状態でJAの倉庫から集め、コンテナ集配を担当する利用運送事業者の負担を軽減するため、パレットやフレコンの形態でコンテナに積載する。月曜日の夕方に百済貨物ターミナル駅に到着する。また百済貨物ターミナル駅では、関西地区への納品物はトラックに乗せ換えて輸送するが、それ以外の地区への納品物は別の貨物列車に乗せ換え、東海地方や九州地方まで輸送する。各貨物駅からはトレーラーで米卸の工場まで輸送する。産地から販売先までの輸送期間は約1週間と設定している。

### 停車駅
八戸貨物駅 - 東青森駅 - 秋田貨物駅 - 新潟貨物ターミナル駅 - 金沢貨物ターミナル駅 - 百済貨物ターミナル駅
- 荷扱いを行う駅のみ記載。
- 八戸貨物→百済貨物ターミナルの片道運行。

### 使用車両
富山機関区所属のEF510形電気機関車が牽引機として使用される。

## 沿革
- 2023年（令和5年）
  - 2月、3月、7月：試験運行を実施[2][7]。
  - 11月5日：運行開始[10]。